# Aballay
Aballay é um filme de drama argentino de 2010 dirigido por Fernando Spiner. Foi selecionado como representante da Argentina à edição do Oscar 2012, organizada pela Academia de Artes e Ciências Cinematográficas.

## Elenco
- Pablo Cedrón - Aballay
- Nazareno Casero - Julián
- Claudio Rissi - El Muerto
- Mariana Anghileri - Juana
- Luis Ziembrowski - Torres
- Aníbal Guiser - Mercachifle
- Lautaro Delgado - Ángel
- Tobías Mitre - Julián Niño
- Horacio Fontova - Cordobés
- Gabriel Goity - Cura